# اسپوروتریکس برازیلینسیس
اسپوروتریکس برازیلینسیس (نام علمی: Sporothrix brasiliensis) یک قارچ است که معمولاً در خاک یافت می‌شود. این یک پاتوژن قارچی نوظهور است که باعث بیماری در بین انسان‌ها و گربه‌ها به‌خصوص در برزیل و دیگر کشورهای آمریکای جنوبی می‌شود.
مانند سایر گونه‌های جنس اسپوروتریکس، این قارچ بیماری اسپوروتریکوز را ایجاد می‌کند. با این حال، مشاهده شده‌است که این قارچ نسبت به سایر گونه‌ها، بیماری شدیدتری را ایجاد می‌کند. این قارچ یک قارچ دو ریخت است، به این معنی که در فاز میسیلیوم در دمای اتاق و به شکل خمیر در دماهای گرمتر بدن میزبان به‌دست می‌آید.